# Myrsine gomphostigma
Myrsine gomphostigma är en viveväxtart som först beskrevs av Carl Christian Mez, och fick sitt nu gällande namn av Pipoly. Myrsine gomphostigma ingår i släktet Myrsine och familjen viveväxter. Inga underarter finns listade i Catalogue of Life.